# Rotor rígido
O rotor rígido é um modelo mecânico que é usado para explicar sistemas rotativos. Um rotor rígido arbitrário é um objecto rígido 3-dimensional, tal como um pião. Para orientar tal objecto no espaço, três ângulos são requeridos. Um rotor rígido especial é o rotor linear que é um objecto 2-dimensional, requerendo dois ângulos para descrever a sua orientação. Um exemplo de um rotor linear é uma molécula diatómica.

## Rotor linear
O modelo de rotor rígido linear consiste em duas massas pontuais localizadas a distâncias fixas do centro de massa. A distância fixa entre as duas massas e os valores das massas são as únicas características do modelo rígido. No entanto, para muitas diatômicas reais, esse modelo é muito restritivo, pois as distâncias geralmente não são completamente fixas.  Correções no modelo rígido podem ser feitas para compensar pequenas variações na distância. Mesmo nesse caso, o modelo de rotor rígido é um ponto de partida útil (modelo de ordem zero).

### Rotor rígido linear clássico
O rotor linear clássico consiste em duas massas pontuais  {\displaystyle m_{1}} and {\displaystyle m_{2}} (com massa reduzida {\displaystyle \mu ={\frac {m_{1}m_{2}}{m_{1}+m_{2}}}}) cada uma à distância {\displaystyle R}. O rotor é rígido se {\displaystyle R} r for independente do tempo. A cinemática de um rotor rígido linear é geralmente descrito por meio de coordenadas polares esféricas, que formam um sistema de coordenadas de b R3. Na convenção de física, as coordenadas são o ângulo de co-latitude (zênite) {\displaystyle \theta \,}, o ângulo longitudinal (azimute) {\displaystyle \varphi \,}e a distância {\displaystyle R}. Os ângulos especificam a orientação do rotor no espaço. A energia cinética {\displaystyle T} do rotor rígido linear é dado por
{\displaystyle 2T=\mu R^{2}{\big [}{\dot {\theta }}^{2}+({\dot {\varphi }}\,\sin \theta )^{2}{\big ]}=\mu R^{2}{\big (}{\dot {\theta }}\;\;{\dot {\varphi }}{\big )}{\begin{pmatrix}1&0\\0&\sin ^{2}\theta \\\end{pmatrix}}{\begin{pmatrix}{\dot {\theta }}\\{\dot {\varphi }}\end{pmatrix}}=\mu {\Big (}{\dot {\theta }}\;\;{\dot {\varphi }}{\Big )}{\begin{pmatrix}h_{\theta }^{2}&0\\0&h_{\varphi }^{2}\\\end{pmatrix}}{\begin{pmatrix}{\dot {\theta }}\\{\dot {\varphi }}\end{pmatrix}},}
onde {\displaystyle h_{\theta }=R\,} e {\displaystyle h_{\varphi }=R\sin \theta \,} são fatores de escala (ou Lamé).
Os fatores de escala são importantes para aplicações em mecânica quântica, uma vez que entram no Laplaciano expresso em coordenadas curvilíneas. No caso em questão (constante {\displaystyle R})
{\displaystyle \nabla ^{2}={\frac {1}{h_{\theta }h_{\varphi }}}\left[{\frac {\partial }{\partial \theta }}{\frac {h_{\varphi }}{h_{\theta }}}{\frac {\partial }{\partial \theta }}+{\frac {\partial }{\partial \varphi }}{\frac {h_{\theta }}{h_{\varphi }}}{\frac {\partial }{\partial \varphi }}\right]={\frac {1}{R^{2}}}\left[{\frac {1}{\sin \theta }}{\frac {\partial }{\partial \theta }}\sin \theta {\frac {\partial }{\partial \theta }}+{\frac {1}{\sin ^{2}\theta }}{\frac {\partial ^{2}}{\partial \varphi ^{2}}}\right].}
A função hamiltoniana clássica do rotor rígido linear é
{\displaystyle H={\frac {1}{2\mu R^{2}}}\left[p_{\theta }^{2}+{\frac {p_{\varphi }^{2}}{\sin ^{2}\theta }}\right].}

### Rotor rígido linear mecânico quântico
O modelo de rotor rígido linear pode ser usado na mecânica quântica para prever a energia rotacional de uma molécula diatômica. A energia rotacional depende do momento de inércia do sistema, {\displaystyle I}.  No quadro de referência do centro de massa, o momento de inércia é igual a:
{\displaystyle I=\mu R^{2}}
onde {\displaystyle \mu } is the massa reduzida da molécula e {\displaystyle R} é a distância entre os dois átomos.
De acordo com a mecânica quântica, os níveis de energia de um sistema podem ser determinados através da resolução da equação de Schrödinger:
{\displaystyle {\hat {H}}\Psi =E\Psi }
onde {\displaystyle \Psi }é a função de onda e {\displaystyle {\hat {H}}} é o operador de energia (hamiltoniano). Para o rotor rígido em um espaço livre de campo, o operador de energia corresponde à energia cinética do sistema:
{\displaystyle {\hat {H}}=-{\frac {\hbar ^{2}}{2\mu }}\nabla ^{2}}
onde {\displaystyle \hbar } é constante de Planck reduzida e {\displaystyle \nabla ^{2}} é o Laplaciano. O Laplaciano é dado acima em termos de coordenadas polares esféricas. O operador de energia escrito em termos dessas coordenadas é:
{\displaystyle {\hat {H}}=-{\frac {\hbar ^{2}}{2I}}\left[{1 \over \sin \theta }{\partial  \over \partial \theta }\left(\sin \theta {\partial  \over \partial \theta }\right)+{1 \over {\sin ^{2}\theta }}{\partial ^{2} \over \partial \varphi ^{2}}\right]}
Este operador também aparece na equação de Schrödinger do átomo de hidrogênio depois que a parte radial é separada. A equação aos valores próprios torna-se
{\displaystyle {\hat {H}}Y_{\ell }^{m}(\theta ,\varphi )={\frac {\hbar ^{2}}{2I}}\ell (\ell +1)Y_{\ell }^{m}(\theta ,\varphi ).}
O símbolo {\displaystyle Y_{\ell }^{m}(\theta ,\varphi )} representa um conjunto de funções conhecidas como harmônicas esféricas. Observe que a energia não depende de {\displaystyle m\,}. A energia 
{\displaystyle E_{\ell }={\hbar ^{2} \over 2I}\ell \left(\ell +1\right)}
é {\displaystyle 2\ell +1}-dobra degenerada: as funções com fixo {\displaystyle \ell \,} e {\displaystyle m=-\ell ,-\ell +1,\dots ,\ell } têm a mesma energia.
Apresentando a constante rotacional B, escrevemos,
{\displaystyle E_{\ell }=B\;\ell \left(\ell +1\right)\quad {\textrm {com}}\quad B\equiv {\frac {\hbar ^{2}}{2I}}.}
Nas unidades de comprimento recíproco, a constante rotacional é,
{\displaystyle {\bar {B}}\equiv {\frac {B}{hc}}={\frac {h}{8\pi ^{2}cI}}={\frac {\hbar }{4\pi c\mu R_{e}^{2}}},}
com c, a velocidade da luz. Se unidades cgs forem usadas para h, c, e I, {\displaystyle {\bar {B}}} é expresso em números de onda, cm−1, uma unidade que é freqüentemente usada para espectroscopia de rotação e vibração. A constante rotacional {\displaystyle {\bar {B}}(R)}  depende da distância {\displaystyle R}. Muitas vezes se escreve  {\displaystyle B_{e}={\bar {B}}(R_{e})} onde {\displaystyle R_{e}}é o valor de equilíbrio de {\displaystyle R} (o valor pelo qual a energia de interação dos átomos no rotor tem um mínimo).
Um espectro rotacional típico consiste em uma série de picos que correspondem a transições entre níveis com valores diferentes do número quântico ({\displaystyle \ell }) do momento angular.  Consequentemente, os picos de rotação aparecem em energias correspondentes a um múltiplo inteiro de {\displaystyle 2{\bar {B}}}.

### Regras de seleção
As transições rotacionais de uma molécula ocorrem quando a molécula absorve um fóton [uma partícula de um campo eletromagnético (em) quantificado]. Dependendo da energia do fóton (isto é, o comprimento de onda do campo em), essa transição pode ser vista como uma banda lateral de uma transição vibracional e/ou eletrônica. Transições rotacionais puras, nas quais a função de onda vibrônica (= vibracional mais eletrônica) não muda, ocorrem na região de microondas do espectro eletromagnético.
Normalmente, as transições rotacionais só podem ser observadas quando o número quântico do momento angular muda por 1 ({\displaystyle \Delta l=\pm 1}).  Esta regra de seleção surge de uma aproximação de teoria de perturbação de primeira ordem da equação de Schrödinger dependente do tempo. De acordo com este tratamento, as transições rotacionais só podem ser observadas quando um ou mais componentes do operador dipolo têm um momento de transição que não desaparece. Se z é a direção do componente do campo elétrico da onda eletromagnética recebida, o momento de transição é:
{\displaystyle \langle \psi _{2}|\mu _{z}|\psi _{1}\rangle =\left(\mu _{z}\right)_{21}=\int \psi _{2}^{*}\mu _{z}\psi _{1}\,\mathrm {d} \tau .}
Uma transição ocorre se essa integral for diferente de zero. Ao separar a parte rotacional da função de onda molecular da parte vibrônica, pode-se mostrar que isso significa que a molécula deve ter um momento dipolar permanente. Após a integração sobre as coordenadas vibrônicas, resta a seguinte parte rotacional do momento de transição,
{\displaystyle \left(\mu _{z}\right)_{l,m;l',m'}=\mu \int _{0}^{2\pi }\mathrm {d} \phi \int _{0}^{\pi }Y_{l'}^{m'}\left(\theta ,\phi \right)^{*}\cos \theta \,Y_{l}^{m}\,\left(\theta ,\phi \right)\;\mathrm {d} \cos \theta .}
Aqui {\displaystyle \mu \cos \theta \,} é o componente z do momento dipolar permanente. O momento {\displaystyle \mu } é o componente com média vibratória do operador dipolo. Apenas o componente do dipolo permanente ao longo do eixo de uma molécula hetero nuclear não desaparece. Pelo uso da ortogonalidade dos harmônicos esféricos  {\displaystyle Y_{l}^{m}\,\left(\theta ,\phi \right)} é possível determinar quais valores de {\displaystyle l}, {\displaystyle m}, {\displaystyle l'}, e {\displaystyle m'} resultará em valores diferentes de zero para a integral do momento de transição dipolar. Essa restrição resulta nas regras de seleção observadas para o rotor rígido:
{\displaystyle \Delta m=0\quad {\hbox{and}}\quad \Delta l=\pm 1}

### Rotor linear não rígido
O rotor rígido é comumente usado para descrever a energia rotacional das moléculas diatômicas, mas não é uma descrição completamente precisa dessas moléculas.  Isso ocorre porque as ligações moleculares (e, portanto, a distância interatômica {\displaystyle R}) não são completamente fixos; a ligação entre os átomos se estende à medida que a molécula gira mais rapidamente (valores mais altos do número quântico rotacional {\displaystyle l}).  Esse efeito pode ser explicado através da introdução de um fator de correção conhecido como constante de distorção centrífuga {\displaystyle {\bar {D}}} (as barras em cima de várias quantidades indicam que essas quantidades são expressas em cm−1):
{\displaystyle {\bar {E}}_{l}={E_{l} \over hc}={\bar {B}}l\left(l+1\right)-{\bar {D}}l^{2}\left(l+1\right)^{2}}
onde
{\displaystyle {\bar {D}}={4{\bar {B}}^{3} \over {\bar {\boldsymbol {\omega }}}^{2}}}
{\displaystyle {\bar {\boldsymbol {\omega }}}} é a frequência vibracional fundamental da ligação (em cm−1).  Essa freqüência está relacionada à massa reduzida e à constante de força (força de ligação) da molécula de acordo com
{\displaystyle {\bar {\boldsymbol {\omega }}}={1 \over 2\pi c}{\sqrt {k \over \mu }}}
O rotor não rígido é um modelo aceitável e preciso para moléculas diatômicas, mas ainda é um tanto imperfeito. Isso ocorre porque, embora o modelo seja responsável pelo alongamento da ligação devido à rotação, ele ignora qualquer alongamento da ligação devido à energia vibracional na ligação (anarmonicidade no potencial).